# Museum für Ligurische Archäologie
Koordinaten: 44° 25′ 45,8″ N, 8° 49′ 2,6″ O

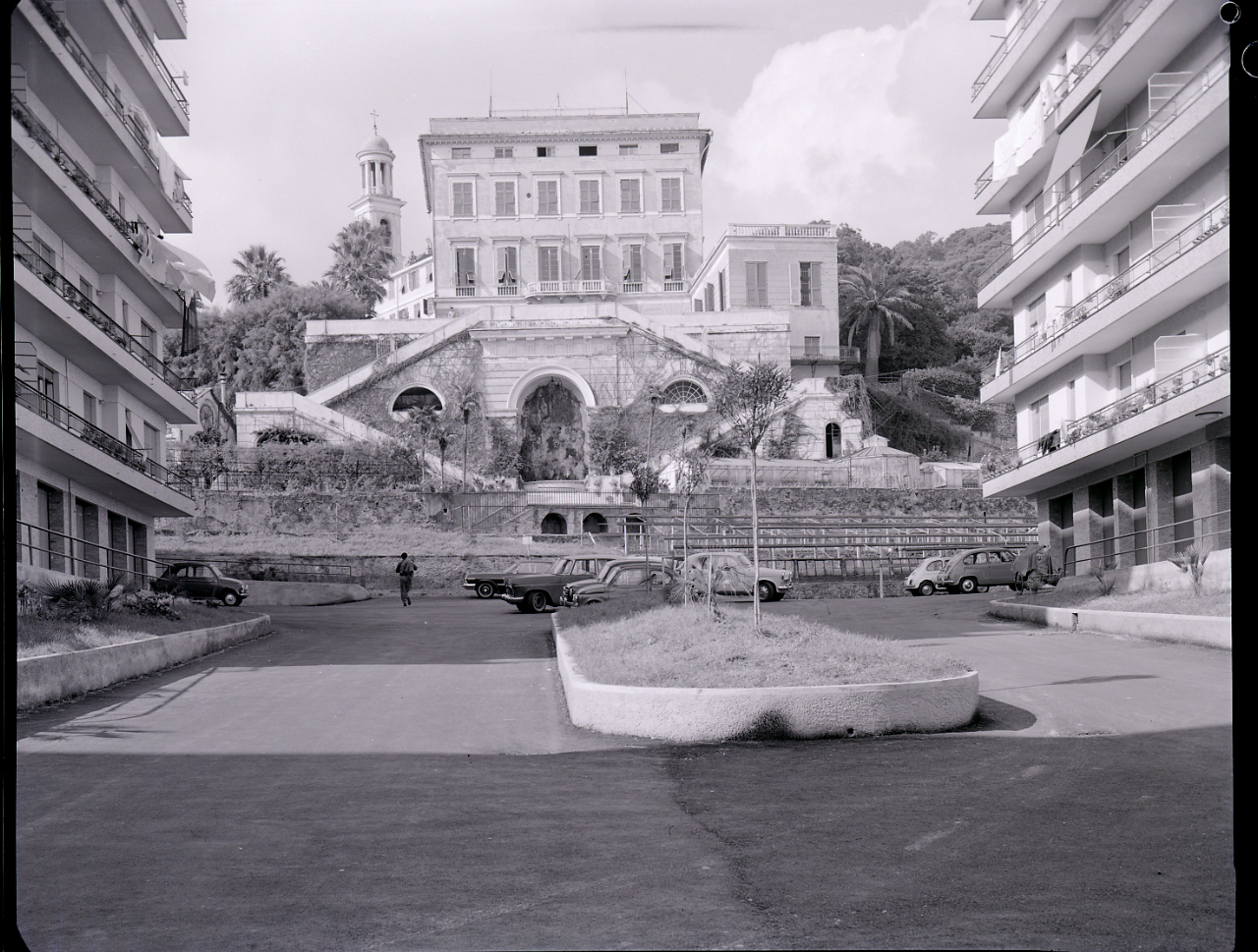
Villa Durazzo-Pallavicini. Foto von Paolo Monti, 1963.

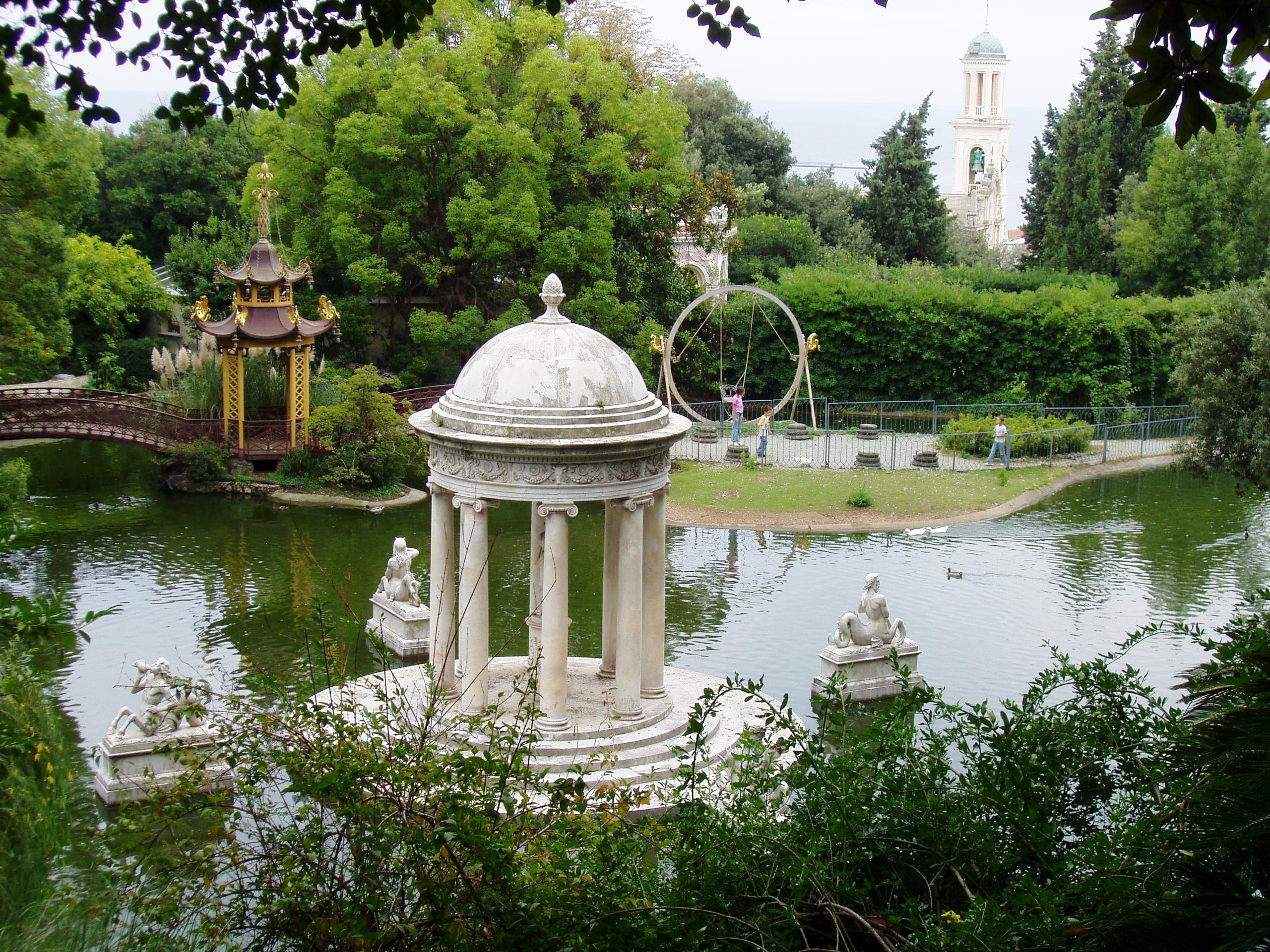
Die Parkanlage Villa Durazzo-Pallavicini

Das Museum für Ligurische Archäologie (Museo di archeologia ligure) befindet sich in den Gebäuden der Villa Durazzo-Pallavicini im Stadtteil Pegli der italienischen Stadt Genua.
Das Museum bietet ein weites Panorama über die antike Geschichte der Region Ligurien. Ausgestellt werden beispielsweise Präparate 80.000 Jahre alter Höhlenbären, welche während der letzten Eiszeit in den zahlreichen ligurischen Höhlen und Grotten ihr Zuhause hatten. Ein zweiter Schwerpunkt des Museums für Archäologie sind die römischen Niederlassungen in der Region; eine der wichtigsten kam bei Arbeiten an der genuesischen U-Bahn, in den neunziger Jahren, ans Tageslicht.
Die Ausstellung wurde in den Jahren um 2000 stark erweitert und mit didaktischem Material ausgestattet. Zu den wichtigsten Exponaten zählen:
- Gräber aus dem Paläolithikum, welche zu den am besten konservierten Europas zählen; das älteste wird auf eine 20.000 Jahre zurückliegende Bestattung datiert und wird, wegen seiner außergewöhnlich reichen Ausstattung, das Grab des Principe delle Arene Candide genannt
- Gräber der ersten Bewohner Genuas, welche auf das Jahr 500 v. Chr. zurückgehen; sie wurden entlang der Handelsrouten zwischen Etrurien und dem damals griechischem Marseille errichtet; aus diesen sind im Museum griechische Keramiken, etruskische Bronzen, Alabastervasen und Gläser aus dem Nahen Osten ausgestellt
- die erste Stele der Region Lunigiana, welche von Kriegshelden aus der Kupferzeit Zeugnis liefert
- die Bronze-Tafel von Polcevera, welche die erste Rechtshandlung in Ligurien darstellt

Die Ausstellung wird durch eine kostbare Sammlung des Prinzen Oddone Eugenio Maria di Savoia, Sohn des Viktor Emanuel II., abgerundet. Sie umfasst griechische Vasen, Bronzen, Keramiken, Glasarbeiten und römische Gemmen.